# Wolfgang Wengenroth
Wolfgang Wengenroth född 15 november 1975 i Bonn i Tyskland, är en tysk dirigent.

## Biografi
Wolfgang Wengenroth studerade piano och dirigering vid musikhögskolorna i Graz och Saarbrücken och tog sin examen år 2000. Året 2002 började han sin verksamhet som repetitör vid Komische Oper i Berlin. Två år senare blev han utnämnd till assistent av den dåvarande chefsdirigenten Kirill Petrenko. Från 2007 till 2016 var Wengenroth verksam som kapellmästare på Theater für Niedersachsen Hildesheim-Hannover, Hessisches Staatstheater Wiesbaden och Nationaltheater Mannheim. År 2013 blev han engagerad på nytt av Kirill Petrenko, denna gång som hans assistent vid Frank Castorfs iscensättning av Nibelungens ring i Bayreuth under festspelens jubileumsår. Han har dirigerat vid bland annat Staatsoper Unter den Linden i Berlin, Ruhrtriennale, Theater Bremen, Oldenburgisches Staatstheater och  Badisches Staatstheater, Karlsruhe med orkestrar som Berner Symphonieorchester, Bremer Philharmoniker, Kärntner Sinfonieorchester, Nordwestdeutsche Philharmonie], vid Teatro Colon, Buenos Aires, med Shizuoka Symphony Orchestra, Gewandhausorchester och vid operan i Leipzig. Han gästar regelbundet flera av Skandinaviens konsert- och operahus, bland annat operahusen i Köpenhamn, Stockholm, Göteborg och Malmö, där han i november/december 2021 kritikerrosades för sitt uppförande av ”A Midsummer Night’s Dream” av Benjamin Britten. Wolfgang Wengenroth har en bred konsert-, opera- och balettrepertoar.
Den innefattar även hans stora intresse för 1900-talsmusik. Han har bland annat dirigerat verk av Alban Berg, Olivier Messiaen, Erwin Schulhoff, Igor Stravinskij, Edgar Varèse och Kurt Weill.

## Undervisning och professur
Wengenroth har även undervisat i instudering, partiturspel, dirigering och kördirigering vid musikhögskolorna i Graz, Berlin och Hannover samt vid musikakademien i Wiesbaden. År 2016 blev han professor vid musikhögskolan i Graz.